# Хуттін (футбольний клуб)
Спортивний клуб Хуттін (араб. نادي حطين الرياضي) — сирійський професійний футбольний клуб із Латакії. Клуб був заснований в 1945 році. Найбільшим досягненням клубу став виграш Кубка Сирії в 2001 році. Кольорами клубу є синій і білий. Домашній стадіон клубу, муніципальний стадіон Латакії, вміщує 28 тисяч глядачів. Клуб виступає в сирійській Прем'єр-лізі.

## Історія
Клуб був заснований у 1945 році в місті Латакія, хоча іноді проводить домашні матчі в столиці країни Дамаску. Команда жодного разу не вигравала чемпіонат Сирії, найбільшим успіхом клубу є виграш Кубка Сирії, здобутий у 2001 році після перемоги у фіналі над клубом «Аль-Джаїш» з рахунком 1-0, із 4 фіналів кубку, в яких клуб брав участь.
На міжнародному рівні клуб брав участь у Кубку володарів кубків Азії в 2001 році, де команда вибула у другому раунді від саудівського клубу «Аш-Шабаб», і в Кубку арабських чемпіонів з футболу 2001 року, де «Хуттін» вибув у першому раунді.

## Титули і досягнення
- Володар Кубка Сирії (1): 2000—2001